# Lappach (Isen)
Die Lappach ist ein kleiner rechter Nebenfluss der Isen im oberbayrischen Landkreis Erding.

## Name
Der Name stammt vom althochdeutschen *Loubbach für 'Laubbach'.

## Geographie

### Verlauf
Die Lappach entspringt in einem Wald gut einen Kilometer westsüdwestlich des Kirchdorfes Lappach der Gemeinde Sankt Wolfgang unter dem Namen Kohlgraben auf etwa 595 m ü. NHN. Dieser fließt zunächst nordwärts und vereinigt sich dann westlich von Lappach bei der Einöde Weinthal der Gemeinde mit dem von Osten kommenden Schustergraben zur Lappach. Nach zunächst westlichem Lauf fließt von Süden beim Weiler Unterthalham der ähnlich große Kirchstätter Bach zu.
Von nun an von der St 2086 begleitet, wenden sich Tal und Bach nach Norden, dann Nordosten. Kleine Siedlungsplätze des bis an den unteren Hangfuß ins Tal, aber nicht bis ans Ufer reichenden Gemeindegebietes von Lengdorf liegen nun linksseits des Gewässers. Nach dem Zufluss des Herrnberger Grabens wiederum von Süden wechselt der Bach über aufs Stadtgebiet von Dorfen.

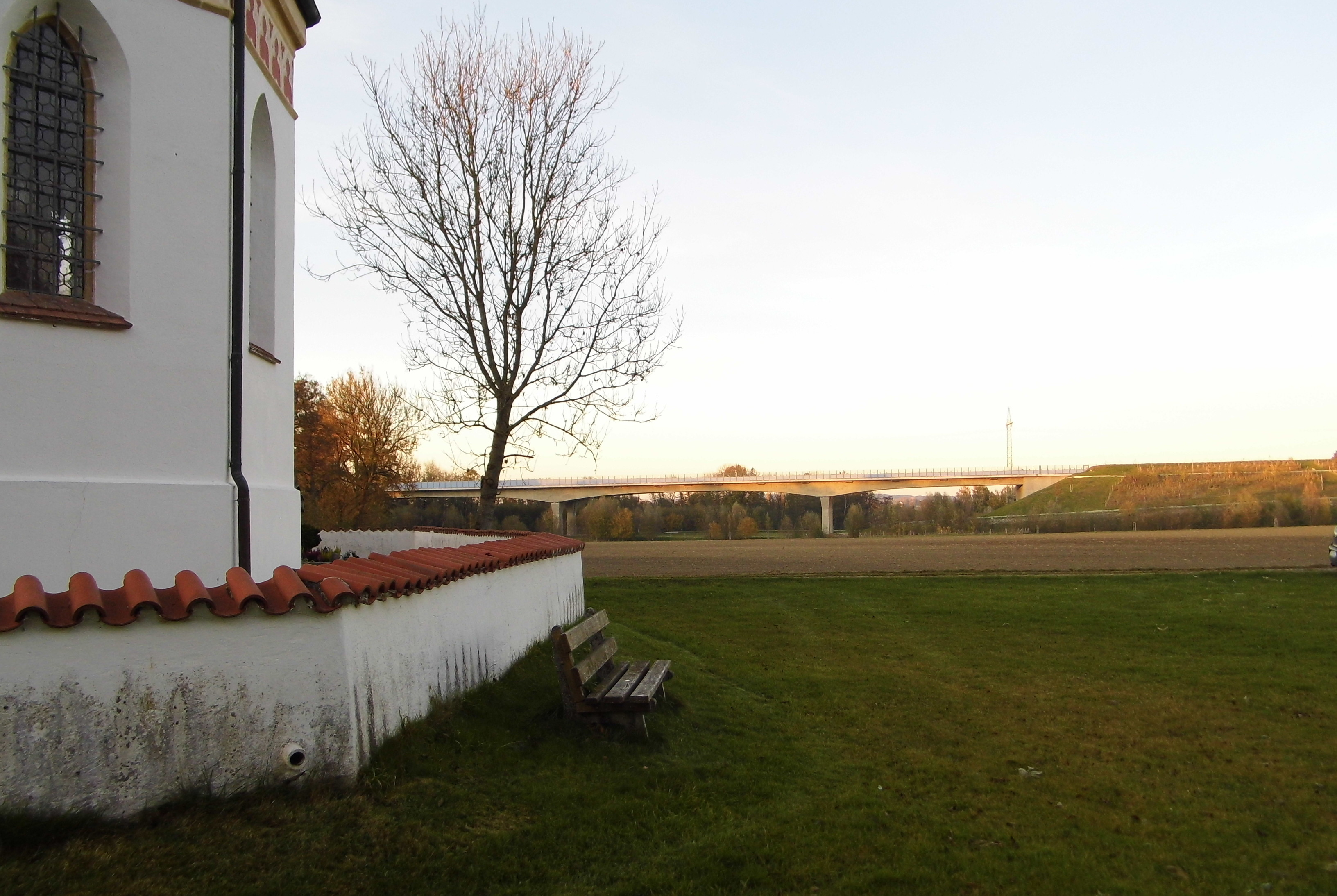
Die Autobahnbrücke der A94, ges. von der Lindumer Hl. Kreuz Kirche. Im Hintergrund zu erkennen der begleitende Baum- u. Strauchbestand der Lappach.

Nachdem die Lappach beim Dorfener Weiler Lindum das Lindumer Kircherl unterhalb des rechten Hangs mit dem Weiler Berg passiert hat, wechselt sie abrupt ihre Fließrichtung nach Nordosten, und unterquert nach rd. 240 Meter Luftlinie die A 94. So dann tritt sie beim namensgleichen Weiler Lappach aus dem Hügelland in die breite Aue der Isen über. In noch kurzem nordnordwestlichem Lauf erreicht sie den Dorfener Siedlungsplatz Breitweiser, wo sie gegenüber dem Pfarrdorf Oberdorfen auf etwa 442 m ü. NHN von rechts in die Isen mündet.

### Einzugsgebiet
Das Einzugsgebiet ist 21,1 km² groß. Sein höchster Punkt auf einer Waldkuppe südlich des Kohlgraben-Ursprungs erreicht 608 m ü. NHN.  Den größten Anteil daran hat die Gemeinde Sankt Wolfgang im Süden und Osten, einen etwas kleineren die Stadt Dorfen im Norden. Daneben gehört im Südosten vor allem das obere Teileinzugsgebiet des Kirchstätter Bachs zum Markt Isen und im Nordwesten ein Randstreifen zur Gemeinde Lengdorf.

Die Lappach am südlichen Ortsrand von Oberdorfen, fünf Meter vor der Mündung in die Isen (Blickrichtung flussaufwärts)

Reihum grenzen die Einzugsgebiete der folgenden Nachbargewässer an:
- Im Süden entwässert der Thonbach über den Schinderbach zur oberen Isen;
- im Westen und Norden sowie unterhalb der Lappach-Mündung auch im Nordosten laufen allenfalls kurze Bäche zur nahen Isen
- im Osten konkurriert die Goldach, die merklich weiter abwärts in die Isen einfließt.

## Besiedlung und Geschichte
Die größten Orte im Lappachtal sind die genannten St. Wolfganger und Dorfener Weiler gleichen Namens zu Anfang und zu Ende sowie dazwischen der Lengdorfer Streusiedlungs-Weiler Sollach am linken Hang. Bis in die Frühe Neuzeit gab es die Edelsitze „Gschlössl“ zu Berg und Herrnberg.

### BayernAtlas („BA“)
Amtliche Online-Gewässerkarte mit passendem Ausschnitt und den hier benutzten Layern: Lauf und Einzugsgebiet der Lappach

Allgemeiner Einstieg ohne Voreinstellungen und Layer: BayernAtlas der Bayerischen Staatsregierung (Hinweise)
1. 1 2  Höhe abgefragt auf dem Hintergrundlayer Amtliche Karte (Rechtsklick).
2. ↑  Höhe nach schwarzer Beschriftung auf dem Hintergrundlayer Amtliche Karte.

### Gewässerverzeichnis Bayern („GV“)
1. ↑  Länge nach: Verzeichnis der Bach- und Flussgebiete in Bayern – Flussgebiet Inn, Seite 39 des Bayerischen Landesamtes für Umwelt, Stand 2016 (PDF; 2,8 MB) (Seitenzahl kann sich ändern.)
2. ↑  Einzugsgebiet nach: Verzeichnis der Bach- und Flussgebiete in Bayern – Flussgebiet Inn, Seite 39 des Bayerischen Landesamtes für Umwelt, Stand 2016 (PDF; 2,8 MB) (Seitenzahl kann sich ändern.)

### Andere Belege
1. ↑  Albrecht Greule: Deutsches Gewässernamenbuch. Walter de Gruyter, Berlin / Boston 2014, ISBN 978-3-11-057891-1, S. 298, „Lappach“ (Auszug in der Google-Buchsuche).